# ريك ويلز (قس)
ريك ويلز (بالإنجليزية: Rick Wiles)‏ (من مواليد 1954 أو 1955) هو مُناظِّر أمريكي ومذيع وخبير إذاعي وكاهن غير طائفي في كنيسة فلوينغ ستريمز في فيرو بيتش بولاية فلوريدا.
أسس ويلز موقع TruNews الذي وصفته صحيفة إلى الأمام اليهودية (فورورد) وصحيفة رابطة مكافحة التشهير بأنه يروج لنظريات المؤامرة العنصرية وكراهية المثليين وكراهية الإسلام ومعاداة السامية.
صرح ويلز أن اليهود يسعون للسيطرة على الدول لقتل الملايين من المسيحيين حيث وصفهم «بالمخادعين» الذين «يخططون ويكذبون ويفعلون ما عليهم فعله لتحقيق أجندتهم السياسية».
قدمت إدارة ترامب مرارا معلومات صحفية من موقع ويلز.